# Peter Reynolds
Pour les articles homonymes, voir Peter Reynolds (acteur) et Reynolds.
Peter Askin Reynolds (2 janvier 1948 - 1er mai 2012), était un nageur australien des années 1960 spécialisé en Dos. Il a notamment remporté une médaille de bronze aux Jeux olympiques d'été de 1964 à Tokyo dans le relais 4 × 100 m quatre nages avec Ian O'Brien, Kevin Berry et David Dickson. Lors des Jeux du Commonwealth en 1966 à Kingston, il remporte trois médailles d'or en individuel sur le 110 yd, 220 yd dos et 440 yd quatre nages ainsi qu'une autre sur le relais 4 × 220 yd nage libre.